# Concierto para piano n.º 1 (Balákirev)
El Concierto para piano y orquesta n.º 1 en fa sostenido menor, Op.1 fue compuesto por Mili Balákirev entre el 1855 y el 1856, durante los estudios del compositor en la Universidad de Kazán. Fue estrenado por el propio compositor al piano en ocasión de un concierto universitario.

## Estructura
Está orquestado para piano solista, 2 flautas, 2 clarinetes, 2 fagotes, 2 trompas, 2 trompetas, 2 trombones, timbales y cuerdas.
El concierto está estructurado en un único movimiento en forma cíclica: Allegro non troppo - Maestoso - Più lento - Tempo I - Più mosso - Calmo - Adagio - Allegro non troppo (Cadenza) - Moderato, alla Romanza - Maestoso - Risoluto - Finale